# Byssoascus striatisporus
Byssoascus striatisporus är en svampart som först beskrevs av George Barron och Colin Booth, och fick sitt nu gällande namn 1971 av Josef Adolph von Arx. Arten ingår i släktet Byssoascus och familjen Myxotrichaceae. Inga underarter finns listade i Catalogue of Life.